# Kelme (entreprise)
Pour les articles homonymes, voir Kelme.
New Millenium Sports, S.L., plus connue sous le nom de Kelme, est une entreprise espagnole de vêtements, chaussures et équipements de sport. L'entreprise est notamment présente dans le football, le futsal et l'athlétisme.
Fondée en 1963 par Diego Quiles et José Quiles, le siège social de Kelme est basé à Elche dans la province d'Alicante,.
L'équipe olympique espagnole aux Jeux olympiques d'été de 1992 et le Real Madrid (de 1994 à 1998) étaient sous contrat avec Kelme, de même que l'équipe de Colombie de football pour la Copa América 1991. L'entreprise est aussi très présente en tant qu'équipementier d'équipes de futsal du championnat d'Espagne de futsal.
Entre 1980 et 2006, Kelme a parrainé l'équipe cycliste Comunidad Valenciana-Kelme.
Durant la saison 2019-2020, Kelme est l'équipementier de l'Espanyol Barcelone, club de football évoluant en première division espagnole.

## Équipementier officiel

### Basketball

#### Équipes nationales
- Côte d'Ivoire
- Moldavie
- Turquie

#### Clubs
- Incheon ET Land Elephants
- Baskonia
- Klaipėdos Neptūnas
- MBK Dynamo Moscou
- Zénith Saint-Pétersbourg

### Football

#### Équipes nationales
- Bosnie-Herzégovine[5]
- Maldives
- Liban
- Népal
- Palestine

#### Ligues nationales
- Chine D2
- Chine D3

#### Clubs
- USM Bel Abbès
- JS Saoura
- Primeiro de Agosto
- Colón
- Instituto
- Olimpo
- Transport United
- Oriente Petrolero
- Borac Banja Luka
- Široki Brijeg
- Guangdong South China Tiger
- Heilongjiang Lava Spring
- Qingdao Huanghai
- Shanghai Shenxin
- Shenzhen FC
- Shijiazhuang Ever Bright
- Xinjiang Tianshan Leopard
- Harbin Yiteng
- Alajuelense
- Al Masry
- Al Mokawloon Al Arab
- Pharco
- Watford [6]
- Siquinalá
- Rangers
- Yuen Long
- Hapoël Beer-Sheva
- Al-Faisaly Club
- Gwangju FC
- Sangju Sangmu
- Al Ahed FC
- Perak
- Hamilton Wanderers
- Boavista
- AD Oliveirense (pt)
- CD Santa Clara
- Dynamo Moscou
- Vojvodina
- Alavés
- Alcorcón
- Espanyol
- Hércules
- Huesca
- Logroñés
- Taiwan Power Company FC
- Nam Định Football Club
- Hong Linh Ha Tinh

### Volleyball

#### Équipes olympiques
Maroc 🇲🇦 (Paris 2024)

#### Clubs
- Al Ahly

### Futsal
| - Liga Nacional de Fútbol Sala (Since the 2013/2014 season) - Ju Delgado - Benicarló F.S. - Caja Segovia FS - Elche CF | - Sofía Rodriguez - Lorena Rubio - Laura Fernández | - Patricia Chamorro - Arturo Santamaría - Dani Salgado - FC Litija - Oplast Kobarid |  |